# Подольское сельское поселение (Костромская область)
Подо́льское се́льское поселение — муниципальное образование в составе Красносельского района Костромской области.
Административный центр — село Подольское.

## История
Подольское сельское поселение образовано 30 декабря 2004 года в соответствии с Законом Костромской области № 237-ЗКО, установлены статус и границы муниципального образования.

## Население
| 2008  | 2010  | 2012  | 2013  | 2014  | 2015  | 2016  |
| ----- | ----- | ----- | ----- | ----- | ----- | ----- |
| 1732  | ↘1674 | ↗1677 | ↗1709 | ↘1675 | ↘1666 | ↘1665 |
| 2017  | 2018  | 2019  | 2020  | 2021  |       |       |
| →1665 | ↗1671 | ↗1673 | ↗1675 | ↘842  |       |       |

## Состав сельского поселения
| №  | Населённый пункт | Тип населённого пункта       | Население |
| -- | ---------------- | ---------------------------- | --------- |
| 1  | Астафьевское     | деревня                      | ↘20       |
| 2  | Даниловское      | деревня                      | ↘45       |
| 3  | Здемирово        | село                         | ↗695      |
| 4  | Ильино           | деревня                      | ↗9        |
| 5  | Конищево         | деревня                      | ↘2        |
| 6  | Кузнецово        | деревня                      | ↘48       |
| 7  | Маланино         | деревня                      | ↗16       |
| 8  | Погост Барский   | деревня                      | ↗14       |
| 9  | Подольское       | село, административный центр | ↗846      |
| 10 | Сунгурово        | село                         | ↗18       |
| 11 | Шаблыкино        | деревня                      | ↗12       |